# Christ Church (Barbados)
Christ Church é uma paróquia de Barbados. Sua população estimada em 2005 era de 55.900 habitantes.

## Principais cidades
- Charnocks
- Oistins
- Providence
- Saint Lawrence
- Saint Patricks
- Sargeant